# Sulignat
Sulignat és un municipi francès situat al departament de l'Ain i a la regió d'Alvèrnia-Roine-Alps. L'any 2007 tenia 569 habitants.

## Demografia

### Població
El 2007 la població de fet de Sulignat era de 569 persones. Hi havia 208 famílies de les quals 36 eren unipersonals (20 homes vivint sols i 16 dones vivint soles), 68 parelles sense fills, 96 parelles amb fills i 8 famílies monoparentals amb fills.
La població ha evolucionat segons el següent gràfic:
Habitants censats

### Habitatges
El 2007 hi havia 230 habitatges, 206 eren l'habitatge principal de la família, 10 eren segones residències i 14 estaven desocupats. 218 eren cases i 12 eren apartaments. Dels 206 habitatges principals, 161 estaven ocupats pels seus propietaris, 43 estaven llogats i ocupats pels llogaters i 2 estaven cedits a títol gratuït; 5 tenien dues cambres, 26 en tenien tres, 50 en tenien quatre i 125 en tenien cinc o més. 176 habitatges disposaven pel capbaix d'una plaça de pàrquing. A 77 habitatges hi havia un automòbil i a 123 n'hi havia dos o més.

### Piràmide de població
La piràmide de població per edats i sexe el 2009 era:
| Homes | Edats   | Dones |
| ----- | ------- | ----- |
| 0     | 95 o +  | 0     |
| 0     | 90 a 94 | 4     |
| 4     | 85 a 89 | 4     |
| 4     | 80 a 84 | 0     |
| 4     | 75 a 79 | 0     |
| 12    | 70 a 74 | 20    |
| 12    | 65 a 69 | 8     |
| 8     | 60 a 64 | 20    |
| 4     | 55 a 59 | 0     |
| 8     | 50 a 54 | 4     |
| 8     | 45 a 49 | 16    |
| 32    | 40 a 44 | 24    |
| 32    | 35 a 39 | 28    |
| 24    | 30 a 34 | 16    |
| 4     | 25 a 29 | 16    |
| 0     | 20 a 24 | 8     |
| 12    | 15 a 19 | 16    |
| 32    | 10 a 14 | 28    |
| 32    | 5 a 9   | 28    |
| 20    | 0 a 4   | 8     |

## Economia
El 2007 la població en edat de treballar era de 360 persones, 284 eren actives i 76 eren inactives. De les 284 persones actives 269 estaven ocupades (144 homes i 125 dones) i 15 estaven aturades (8 homes i 7 dones). De les 76 persones inactives 22 estaven jubilades, 34 estaven estudiant i 20 estaven classificades com a «altres inactius».

### Ingressos
El 2009 a Sulignat hi havia 214 unitats fiscals que integraven 622 persones, la mediana anual d'ingressos fiscals per persona era de 17.533 €.

### Activitats econòmiques
Dels 26 establiments que hi havia el 2007, 3 eren d'empreses de fabricació d'altres productes industrials, 9 d'empreses de construcció, 5 d'empreses de comerç i reparació d'automòbils, 2 d'empreses d'hostatgeria i restauració, 5 d'empreses de serveis i 2 d'entitats de l'administració pública.
Dels 8 establiments de servei als particulars que hi havia el 2009, 1 era un paleta, 2 guixaires pintors, 1 lampisteria, 1 electricista i 3 restaurants.
L'únic establiment comercial que hi havia el 2009 era una botiga de menys de 120 m².
L'any 2000 a Sulignat hi havia 15 explotacions agrícoles que ocupaven un total de 816 hectàrees.

## Equipaments sanitaris i escolars
L'únic equipament sanitari que hi havia el 2009 era una ambulància.
El 2009 hi havia una escola elemental integrada dins d'un grup escolar amb les comunes properes formant una escola dispersa.

## Poblacions més properes
El següent diagrama mostra les poblacions més properes.